# مرتفعات ويذرينغ (فلم 2026)
مرتفعات ويذرينغ (بالإنجليزية: Wuthering Heights) هو فيلم دراما نفسية قوطي قادم، من كتابة وإخراج وإنتاج إيميرالد فينيل، ويُعد اقتباسًا سينمائيًا جديدا لرواية مرتفعات ويذرينغ التي نُشرت لأول مرة عام 1847 بقلم الكاتبة البريطانية إميلي برونتي. يجمع الفيلم بين عناصر الرومانسية والاضطراب النفسي في أجواء معزولة وداكنة مستوحاة من الريف الإنجليزي، ما يعزز الطابع القوطي للرواية الأصلية.
يقوم ببطولة الفيلم النجمان مارجو روبي وجاكوب إلوردي في الأدوار الرئيسية، ومن المقرر أن تعرض شركة وارنر براذرز بيكتشرز الفيلم في دور السينما في الولايات المتحدة بتاريخ 13 فبراير 2026.

## طاقم الممثلين
- مارجو روبي في دور كاثرين إيرنشو
- شارلوت ميلينغتون في دور كاثرين الشابة
- جاكوب إلوردي في دور هيثكليف
- أوين كوبر في دور هيثكليف الشاب
- شازاد لطيف في دور إدغار لينتون
- هونغ تشاو في دور نيلي دين
- في نجوين في دور نيلي الشابة
- أليسون أوليفر في دور إيزابيلا لينتون.

## الإنتاج
أعلنت المخرجة إيميرالد فينيل في يوليو 2024 أنها ستكتب وتخرج فيلم سينمائي جديد مقتبس من رواية مرتفعات ويذرنغ للكاتبة البريطانية إميلي برونتي، الصادرة عام 1847. أُعلن في سبتمبر من العام نفسه عن اختيار مارجو روبي لتجسيد شخصية كاثرين إيرنشو، فيما سيلعب جاكوب إلوردي دور هيثكليف تتولى روبي أيضًا مهام الإنتاج عبر شركتها لاكيتشاب إنترتينمنت. وتعد هذه ثالث تجربة إنتاجية تجمع بين روبي وفينيل بعد تعاونهما السابق في فيلمي شابة واعدة (2020) و حرق الملح (2023)، الذي شارك فيه إلوردي بدور رئيسي.
قدمت منصة نتفليكس قي أكتوبر عرض ضخم بلغت قيمته 150 مليون دولار أمريكي للحصول على حقوق توزيع الفيلم. ومع ذلك، فازت شركة وارنر براذرز بيكتشرز بالحقوق في نهاية المطاف، رغم عرضها الأقل الذي بلغ 80 مليون دولار فقط. وجاء هذا الاختيار استجابةً لرغبة كل من إيميرالد فينيل ومارجو روبي في أن يحظى الفيلم بعرض سينمائي تقليدي واسع النطاق مع حملة تسويقية ضخمة، وهو ما تعهدت به وارنر براذرز، التي سبق أن تعاونت مع شركة لاكيتشاب في إنتاج فيلم باربي (2023).
كان الممثل جاكوب إيلوردي على وشك أخذ استراحة من التمثيل عندما عرضت عليه المخرجة إيميرالد فينيل دور هيثكليف في فيلمها دون الحاجة لإجراء اختبار أداء، وهو ما دفعه لتغيير قراره وقبول الدور. ومع ذلك، أثار اختيار إيلوردي — وهو ممثل أبيض — بعض الجدل، نظرًا للطبيعة الغامضة عرقيًا لشخصية هيثكليف، التي وُصفت في الرواية الأصلية بأنه ذو بشرة داكنة.
انضمت الممثلة هونغ تشاو في نوفمبر 2024 والممثلة أليسون أوليفر — التي سبق لها أن تعاونت مع فينيل في فيلم حرق الملح — بالإضافة إلى الممثل شازاد لطيف، إلى طاقم الفيلم. أُعلن في مارس 2025 عن انضمام ثلاث ممثلين جدد يظهرون لأول مرة على الشاشة الكبيرة: شارلوت ميلينجتون بدور كاثرين الصغيرة، وأوين كوبر بدور هيثكليف الصغير، وفي نجوين بدور نيلي الصغيرة.
بدأ التصوير الرئيسي في المملكة المتحدة من أواخر يناير إلى أوائل أبريل 2025. صُوّر في استوديوهات سكاي إلستري، وشمل مواقع في يوركشاير ديليز، بما في ذلك وديان أركينجارثديل وسويلديل، وقرية لو رو، ومنتزه يوركشاير ديليز الوطني. تولّى لينوس ساندجرين مهام التصوير السينمائي.

## الإصدار
من المقرر إصدار فيلم مرتفعات ويذرنغ في الولايات المتحدة في 13 فبراير 2026.